# Споменик ромским жртвама нацизма
Споменик ромским жртвама нацизма је меморијална површина у Берлину, Немачка. Споменик је посвећен сећању на 220.000 – 500.000 људи убијених у Порајмосу – нацистичком геноциду европских Синта и Рома. Дизајнирао га је Дани Караван и званично га је отворила немачка канцеларка Ангела Меркел 24. октобра 2012. године у присуству председника Јоахима Гаука.

## Локација и изглед
Споменик се налази на Симсонвегу у Тиргартену у Берлину, јужно од Рајхстага и близу Бранденбуршке капије.
Споменик је дизајнирао израелски уметник Дани Караван и састоји се од тамног, кружног базена са водом, у чијем средишту се налази троугласти камен. Троугласти облик камена се односи на значке које су морали да носе логораши. Камен се може извући и на њега се свакодневно ставља свеж цвет. Бронзаним словима око ивице базена је песма „Аушвиц“ ромског песника Сантина Спинелија, иако споменик обележава сећање на све Роме и Синте убијене током Порајмоса:
Мршаво лице

мртве очи

хладне усне

тихе

сломљено срце

без даха

без речи

без суза
Информативне табле окружују споменик и пружају хронологију геноцида над Синтима и Ромима.

## Историја
Успостављање трајног споменика Синтима и Ромима жртвама нацистичког режима био је дугогодишњи захтев Централног савета немачких Синта и Рома и Немачке алијансе Синта. Савезна влада је 1992. године пристала да изгради споменик, али се споменик суочио са годинама одлагања и споровима око његовог дизајна и локације. Град Берлин је првобитно желео да га смести у мање истакнути кварт Марзан, где су стотине Рома и Синта држане у ужасним условима од 1936. Године 2001. договорено је да се постави у Тиргартен близу других споменика Холокаусту, али рад званично није почео све до 19. децембра 2008. године, на дан комеморације жртвама Порајмоса. Споменик је завршен по цени од 2,8 милиона евра, а открила га је Ангела Меркел 24. октобра 2012. године.

## Галерија
- Улаз у спомен-комплекс
- Цвет у троуглу на средини базена